# Cuirasse musculaire

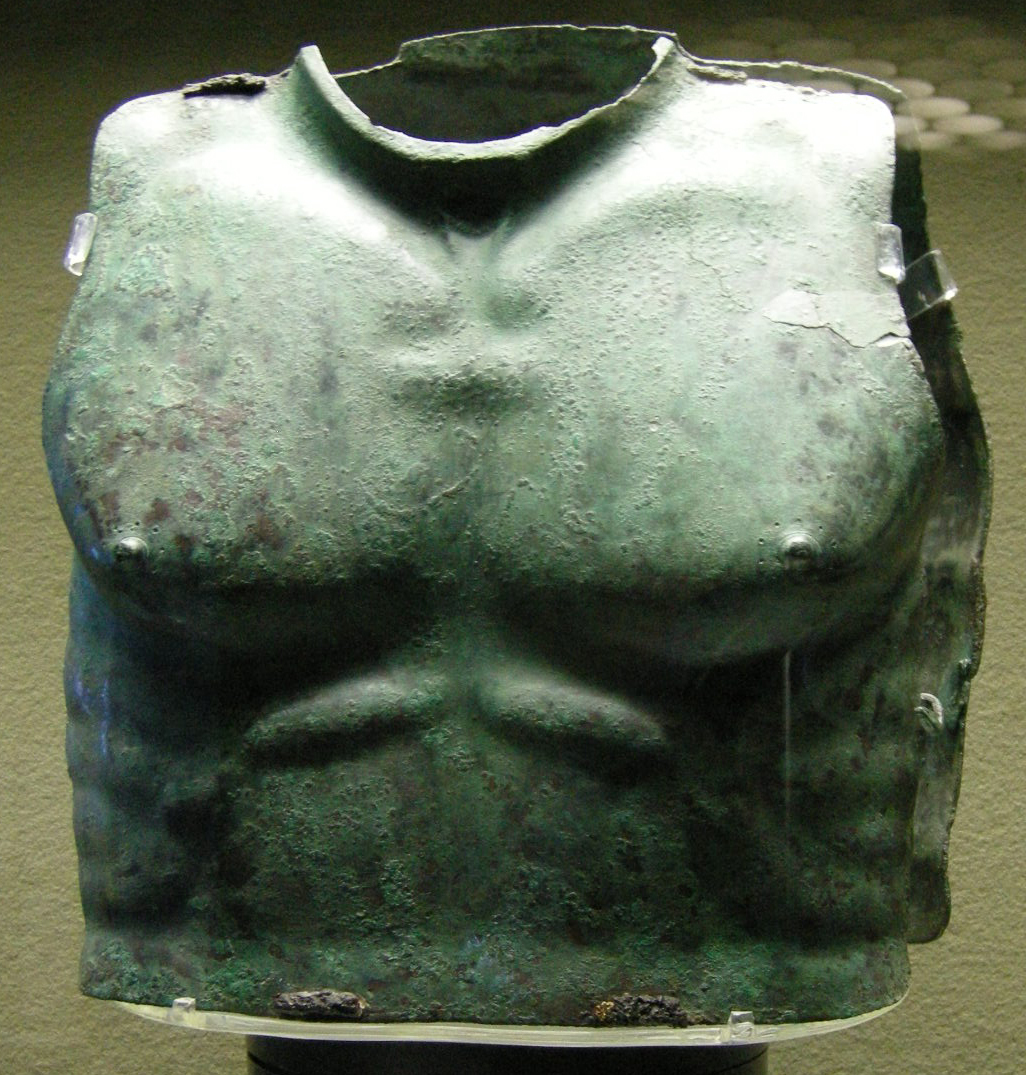
Cuirasse musculaire en bronze (370-340 av. J.-C.)

Dans l'antiquité classique, la cuirasse musculaire, appelée aussi cuirasse musclée ou cuirasse héroïque, est une forme d'armure personnelle protégeant spécifiquement le torse et imitant, par représentation de pectoraux développés, un corps humain idéalisé. Ce modèle de cuirasse apparaît à la fin de l'époque archaïque et s'est répandu à travers les Ve et IVe siècles av. J.-C.. Elle est souvent représentée dans l'art de la Grèce antique et romaine, où elle est portée par des généraux, des empereurs, et les divinités tandis que les soldats utilisent d'autres types de cuirasses.
Dans la sculpture romaine, la cuirasse musculaire est très souvent ornée de scènes mythologiques. Les découvertes archéologiques de cuirasses relativement dépouillées, ainsi que leur représentation par des artistes dans des scènes militaires, indiquent que des versions plus simples ont été portées dans des situations de combat. L'anatomie des cuirasses musculaires peut être réaliste ou abstraite ; les cuirasses fortement illustrées portées par les dieux et les empereurs des statues romaines comportent généralement des mamelons réalistes et le nombril dans la scène représentée.
Outre son aspect esthétique parfois théomorphe, les formes bombées en bronze permettent aux coups de rebondir sur l'armure.

## Qualités artistiques
Cuirasse esthétique

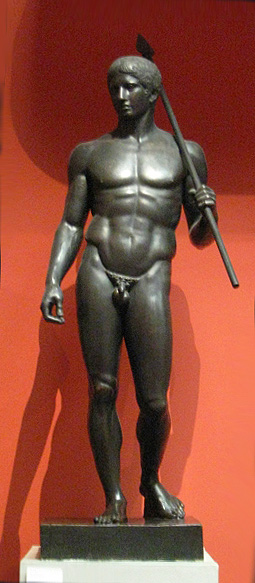
Le Doryphore de Polyclète

La sculpture reproduisant le corps humain dans la cuirasse musculaire peut être inspirée par le concept de nu héroïque, et son développement est liée à l'idéalisation du corps masculin dans l'art grec. Kenneth Clark attribue le développement d'une musculature idéalisée standard, très éloignée de la réalité, à Polyclète.